# Sumartin
Sumartin je priobalno najmlađe mjesto na istoku otoka Braču, u općini Selca. Administrativno pripada općini Selca. Prema popisu stanovnika iz 2011. godine, Sumartin ima 474 stanovnika. Sumartin je najmlađe mjesto na otoku Braču. Naselje su 11. studenoga 1646. utemeljili prognanici iz Bosne.
Kao zanimljivost, valja navesti da se u Sumartinu i bližem mu susjedstvu govori štokavskim narječjem hrvatskog jezika, za razliku od čakavske većine na ostatku otoka. U Sumartinu je najstarije brodogradilište na Jadranu. Stanovništvo se uglavnom bavi ribarstvom i maslinarstvom.

## Povijest
Na krajnjem istočnom dijelu otoka razvio se Sumartin i to u doba Kandijskoga rata oko 1645. godine. Novi stanovnici, predvođeni franjevcima iz Makarskoga primorja popravili su postojeću crkvicu posvećenu svetom Martinu i pokraj nje skromno prebivalište formiravši tako jezgru novoga naselja. Obrađivanjem okolnih polja i vinograda stekli su osnovicu za daljnji brz razvoj svoga naselja. Poticaj im je dao general Foscolo 16. prosinca 1647. time što je obdario doseljene franjevce i novo stanovništvo posebnom ispravom u kojoj ističe sve njihove zasluge. Razvoj toga naselja vidi se i u crkvenim vizitacijama u kojima se spominje da je Sumartin 1678. godine imao 104 stanovnika, 1702. 200, 1712. 300, 1760. 352, a 1764. godine 370 ljudi.
Za gradnju crkve u Sumartinu bio je zaslužan Marija Petri Niseteo koji je 6. lipnja 1709. izborio od bračkoga kneza Ivana Dominika Zane dopusnicu i pomoć cijeloga pučanstva istočnoga bračkog područja. Godine 1738. na redovničkome zboru u Sinju samostanska zajednica je proglašena pravim samostanom pa je to utjecalo na daljnji razvoj novoformiranog naselja. Osnovna škola osnovana je u mjestu 1863. godine.

## Stanovništvo
| broj stanovnika | 423   | 475   | 550   | 608   | 751   | 724   |       | 579   | 575   | 586   | 522   | 445   | 544   | 618   | 482   | 474   | 477   |
|                 | 1857. | 1869. | 1880. | 1890. | 1900. | 1910. | 1921. | 1931. | 1948. | 1953. | 1961. | 1971. | 1981. | 1991. | 2001. | 2011. | 2021. |

## Poznate osobe
- fra Andrija Dorotić, pretpreporodni borac za hrvatsko sjedinjenje (Dalmacije s ostatkom Hrvatske)
- Petar Skansi, košarkaški trener
- Mario Puratić
- Lujza Wagner Janović
- Željko Puratić
- Ante Štambuk

## Spomenici i znamenitosti
- Franjevački samostan i crkva sv. Martina
- Crkva sv. Nikole

## Vanjske poveznice
|  | Zajednički poslužitelj ima još gradiva o temi Sumartin |